# Taste receptor type 1 member 3
Taste receptor type 1 member 3 (T1R3) ist ein Protein aus der Gruppe der G-Protein-gekoppelten Rezeptoren im Menschen und ein Teil sowohl des Rezeptors für süßen Geschmack als auch ein Teil des Rezeptors für den Umami-Geschmack.

## Eigenschaften
T1R3 bildet ein Heterodimer mit T1R2, woraufhin er Zucker, Zuckeraustauschstoffe und Süßstoffe bindet und durch sie aktiviert wird. Nur das Heterodimer aus T1R2 und T1R3 ist der funktionsfähige Rezeptor für süßen Geschmack. T1R3 ist achtfach N-glykosyliert. T1R3 besitzt eine große extrazelluläre Proteindomäne und sieben Transmembrandomänen. Ursprünglich wurde irrtümlicherweise angenommen, dass Glucose und Aspartam T1R2 und T1R3 nicht aktivieren und daher weitere Rezeptoren für den Süßgeschmack vorliegen müssen, was jedoch später für den menschlichen Rezeptor widerlegt wurde, während bei Ratten keine Aktivierung durch Aspartam und nur eine geringe Aktivierung durch Glucose erfolgt. Nach Aktivierung von T1R3 werden Gαo- und Gαi-Untereinheiten von G-Proteinen aktiviert, vor allem die Gα-Untereinheit von Gustducin. Dadurch werden vermutlich Adenylylcyclasen gehemmt. Die weitere Signaltransduktion erfolgt über die Phospholipase C PLCβ2 und den Ionenkanal TRPM5, wie auch beim Rezeptor für Bittergeschmack (Rezeptorfamilie T2R). In Folge der Aktivierung der Phospholipase PLC-β2 wird PIP2 und Diacylglycerol gebildet. Anschließend erfolgt eine Aktivierung des IP3-Rezeptors und ein Anstieg von Ca2+ im Zytosol, woraufhin der Ionenkanal TRPM5 aktiviert wird.
In den Geschmacksknospen mit T1R2 und T1R3 werden keine Rezeptoren für den Bittergeschmack exprimiert. Der Rezeptor aus T1R2 und T1R3 wird auch in anderen Geweben gebildet und ist dort vermutlich an der Regulation des Energiestoffwechsels beteiligt. Amilorid hemmt den menschlichen Süßgeschmack durch Bindung an T1R2, während Lactisol den menschlichen Süß- und Umamigeschmack durch Bindung an T1R3 hemmt.
Als Heterodimer mit T1R1 bildet T1R3 den Rezeptor für Umami-Geschmack und bindet die Aminosäure Glutamat. Die Bindung von Glutamaten wird durch 5'-Ribonukleotide verstärkt, wie Inosinmonophosphat (IMP) und Guanosinmonophosphat (GMP), während sie ohne Glutamat den Rezeptor nicht aktivieren. Methional ist ein allosterischer Modulator des Geschmacksrezeptors aus den beiden Proteinen T1R1 und T1R3. An menschlichen Rezeptoren wird es in seiner Wirkstärke übertroffen von 3-(Methylthio)butanal.